# Markuss Vinogradovs
Markuss Vinogradovs (ur. 27 maja 2002 w Siguldzie) – łotewski kombinator norweski, startujący również okazjonalnie w zawodach skoków narciarskich. Uczestnik Mistrzostw Świata w Narciarstwie Klasycznym w 2019, 2021 i 2023 oraz mistrzostw świata juniorów (2020-2022). Uczestnik Zimowych Igrzysk Olimpijskich 2022.
Jego dziadek, Agris Kumeliņš, uprawiał skoki narciarskie na przełomie lat 60. i 70. XX wieku, a w XXI wieku został trenerem i jednym z inicjatorów odbudowy łotewskich skoków narciarskich.

## Przebieg kariery

### Kombinacja norweska
W oficjalnych zawodach międzynarodowych w kombinacji norweskiej rozgrywanych pod egidą FIS zadebiutował w sierpniu 2016, dwukrotnie zajmując 13. lokatę w konkursach FIS Youth Cup w Vuokatti. W cyklu tym startował również w styczniu 2018 w Harrachovie (nie ukończył biegu) oraz marcu 2018 w Trondheim (dwukrotnie 18.).
W lutym 2019, jako pierwszy reprezentant niepodległej Łotwy w historii, wziął udział w zmaganiach kombinatorów norweskich na mistrzostwach świata, będąc jednocześnie najmłodszym ich uczestnikiem. W konkursie na skoczni normalnej (Gundersen HS109/10 km) zajął 56. lokatę w gronie 58 sportowców, który ukończyli obie części zmagań, wyprzedzając dwóch Kazachów. W marcu 2019 w Niżnym Tagile zadebiutował w Pucharze Kontynentalnym, plasując się kolejno na 55. (Gundersen HS100/10 km), 50. (start masowy 10 km/HS 100) i 49. (Gundersen HS100/15 km) pozycji.
Latem 2019 przeprowadził się z Łotwy do Norwegii, rozpoczynając treningi w Trondheim. W marcu 2020 w Oberwiesenthal wystąpił w mistrzostwach świata juniorów, zajmując 50. lokatę w rywalizacji indywidualnej (Gundersen HS105/10 km). W grudniu 2020 w Park City zdobył pierwsze w karierze punkty Pucharu Kontynentalnego, w słabo obsadzonych (do mety dobiegło 26 zawodników) zawodach (Gundersen HS100/10 km), plasując się na ostatniej, 26. pozycji.
11 grudnia 2021 w Otepää zadebiutował w Pucharze Świata, plasując się na 47. pozycji (start masowy 10 km/HS97). Został powołany do reprezentacji Łotwy na Zimowe Igrzyska Olimpijskie 2022.
Przed sezonem zimowym 2023/2024 zakończył karierę sportową.

### Skoki narciarskie
W latach 2011–2013 bez większych sukcesów brał udział w nieoficjalnych letnich mistrzostwach świata dzieci w Garmisch-Partenkirchen. W sierpniu 2015 w Hinterzarten zajął 42. lokatę w zawodach FIS Youth Cup, a wynik ten powtórzył w tym samym miejscu również rok później. W lipcu 2016 w Szczyrku wystartował w Pucharze Karpat, zajmując 40. i 44. miejsce.
Kilkukrotnie zgłaszał się do udziału w konkursach FIS Cupu (w lipcu 2016 w Szczyrku, w lutym 2019 w Villach i lipcu 2019 w Szczyrku), jednak ostatecznie, mimo pojawienia się na liście startowej, nie zadebiutował w tym cyklu.

## Osiągnięcia

### Kombinacja norweska

#### Igrzyska olimpijskie
| Miejsce | Dzień     | Rok  | Miejscowość | Konkurencja           | Wynik zwycięzcy | Strata  | Zwycięzca      |
| ------- | --------- | ---- | ----------- | --------------------- | --------------- | ------- | -------------- |
| 44.     | 9 lutego  | 2022 | Zhangjiakou | Gundersen HS106/10 km | 25:07,7         | +9:26,7 | Vinzenz Geiger |
| DNF     | 15 lutego | 2022 | Zhangjiakou | Gundersen HS140/10 km | 27:13,3         | -       | Jørgen Graabak |

#### Mistrzostwa świata

##### Indywidualnie
| 2019 Seefeld/Innsbruck | – | 56. miejsce (Gundersen HS109/10 km) |
| 2021 Oberstdorf        | – | 50. miejsce (Gundersen HS106/10 km) |
| 2023 Planica           | – | 47. miejsce (Gundersen HS102/10 km) |

##### Starty M. Vinogradovsa na mistrzostwach świata – szczegółowo
| Miejsce | Dzień     | Rok  | Miejscowość      | Konkurencja           | Wynik zwycięzcy | Strata   | Zwycięzca          |
| ------- | --------- | ---- | ---------------- | --------------------- | --------------- | -------- | ------------------ |
| 56.     | 28 lutego | 2019 | Seefeld in Tirol | Gundersen HS109/10 km | 25:01,3         | +10:16,0 | Jarl Magnus Riiber |
| 50.     | 26 lutego | 2021 | Oberstdorf       | Gundersen HS106/10 km | 23:01,2         | LAP      | Jarl Magnus Riiber |
| 47.     | 25 lutego | 2023 | Planica          | Gundersen HS102/10 km | 24:36,3         | +8:28,0  | Jarl Magnus Riiber |

#### Mistrzostwa świata juniorów

##### Indywidualnie
| 2020 Oberwiesenthal | – | 50. miejsce (Gundersen HS105/10 km) |
| 2021 Lahti          | – | 44. miejsce (Gundersen HS100/10 km) |
| 2022 Zakopane       | – | 44. miejsce (Gundersen HS105/10 km) |

##### Starty M. Vinogradovsa na mistrzostwach świata juniorów – szczegółowo
| Miejsce | Dzień     | Rok  | Miejscowość    | Konkurencja           | Wynik zwycięzcy | Strata  | Zwycięzca          |
| ------- | --------- | ---- | -------------- | --------------------- | --------------- | ------- | ------------------ |
| 50.     | 4 marca   | 2020 | Oberwiesenthal | Gundersen HS105/10 km | 24:00,1         | +9:29,5 | Jens Lurås Oftebro |
| 44.     | 11 lutego | 2021 | Lahti          | Gundersen HS100/10 km | 26:24,3         | +8:04,7 | Johannes Lamparter |
| 44.     | 2 marca   | 2022 | Zakopane       | Gundersen HS105/10 km | 23:30,9         | +6:56,1 | Stefan Rettenegger |

#### Puchar Świata

##### Miejsca w klasyfikacji generalnej
- sezon 2021/2022: niesklasyfikowany

##### Miejsca w poszczególnych konkursachPucharu Świata
| Sezon 2021/2022 |                       |                       |                              |                            |                         |                         |                         |                                |                                |                              |                              |                           |                          |                            |                        |                       |                       |                           |                           |        |        |        |        |        |        |        |        |        |
| Ruka – Gundersen 5km | Ruka – Gundersen 10km | Ruka – Gundersen 10km | Lillehammer – Gundersen 10km | Otepää - Start masowy 10km | Otepää - Gundersen 10km | Ramsau – Gundersen 10km | Ramsau – Gundersen 10km | Val di Fiemme – Gundersen 10km | Val di Fiemme – Gundersen 10km | Klingenthal – Gundersen 10km | Klingenthal – Gundersen 10km | Seefeld – Gundersen 7,5km | Seefeld – Gundersen 10km | Seefeld – Gundersen 12,5km | Lahti – Gundersen 10km | Oslo – Gundersen 10km | Oslo – Gundersen 10km | Schonach – Gundersen 10km | Schonach – Gundersen 10km | punkty | punkty | punkty | punkty | punkty | punkty | punkty | punkty | punkty |
| - | -                     | -                     | -                            | 47                         | 48                      | -                       | -                       | -                              | -                              | -                            | -                            | -                         | -                        | -                          | -                      | -                     | -                     | -                         | -                         | 0      | 0      | 0      | 0      | 0      | 0      | 0      | 0      | 0      |
| Legenda |                       |                       |                              |                            |                         |                         |                         |                                |                                |                              |                              |                           |                          |                            |                        |                       |                       |                           |                           |        |        |        |        |        |        |        |        |        |
| 1 2 3 4-10 11-30 poniżej 30 dq – dyskwalifikacja - – zawodnik nie wystartował q – zawodnik nie zakwalifikował się DNF – zawodnik nie ukończył biegu DNS – zawodnik nie wystartował do biegu |                       |                       |                              |                            |                         |                         |                         |                                |                                |                              |                              |                           |                          |                            |                        |                       |                       |                           |                           |        |        |        |        |        |        |        |        |        |

#### Puchar Kontynentalny

##### Miejsca w klasyfikacji generalnej
- sezon 2018/2019: niesklasyfikowany
- sezon 2019/2020: nie brał udziału
- sezon 2020/2021: 68.
- sezon 2021/2022: niesklasyfikowany
- sezon 2022/2023: niesklasyfikowany

##### Miejsca w poszczególnych konkursach Pucharu Kontynentalnego
| Sezon 2018/2019 |                   |             |             |             |             |             |             |             |             |             |             |             |             |             |             |             |          |          |                  |                  |        |        |        |        |        |        |        |        |        |        |        |        |        |        |        |        |        |        |        |        |        |        |
| Steamboat Springs | Steamboat Springs | Park City   | Park City   | Klingenthal | Klingenthal | Ruka        | Ruka        | Planica     | Planica     | Eisenerz    | Eisenerz    | Rena        | Rena        | Niżny Tagił | Niżny Tagił | Niżny Tagił | punkty   | punkty   | punkty           | punkty           | punkty | punkty | punkty | punkty | punkty |        |        |        |        |        |        |        |        |        |        |        |        |        |        |        |        |        |
| - | -                 | -           | -           | -           | -           | -           | -           | -           | -           | -           | -           | -           | -           | 55          | 50          | 49          | 0        | 0        | 0                | 0                | 0      | 0      | 0      | 0      | 0      |        |        |        |        |        |        |        |        |        |        |        |        |        |        |        |        |        |
| Sezon 2020/2021 |                   |             |             |             |             |             |             |             |             |             |             |             |             |             |             |             |          |          |                  |                  |        |        |        |        |        |        |        |        |        |        |        |        |        |        |        |        |        |        |        |        |        |        |
| Park City | Park City         | Park City   | Klingenthal | Klingenthal | Klingenthal | Eisenerz    | Eisenerz    | Eisenerz    | Lahti       | Lahti       | Niżny Tagił | Niżny Tagił | Niżny Tagił | punkty      | punkty      | punkty      | punkty   | punkty   | punkty           | punkty           | punkty | punkty |        |        |        |        |        |        |        |        |        |        |        |        |        |        |        |        |        |        |        |        |
| 26 | 27                | 27          | -           | -           | -           | -           | -           | -           | 65          | 63          | -           | -           | -           | 13          | 13          | 13          | 13       | 13       | 13               | 13               | 13     | 13     |        |        |        |        |        |        |        |        |        |        |        |        |        |        |        |        |        |        |        |        |
| Sezon 2021/2022 |                   |             |             |             |             |             |             |             |             |             |             |             |             |             |             |             |          |          |                  |                  |        |        |        |        |        |        |        |        |        |        |        |        |        |        |        |        |        |        |        |        |        |        |
| Niżny Tagił | Niżny Tagił       | Zhangjiakou | Zhangjiakou | Ruka        | Ruka        | Klingenthal | Klingenthal | Klingenthal | Lillehammer | Lillehammer | Eisenerz    | Eisenerz    | Lahti       | Lahti       | Park City   | Park City   | Whistler | Whistler | Lake Placid/Orda | Lake Placid/Orda | punkty | punkty | punkty | punkty | punkty | punkty | punkty | punkty | punkty |        |        |        |        |        |        |        |        |        |        |        |        |        |
| 47 | 41                | -           | -           | 51          | 50          | -           | -           | -           | -           | -           | -           | -           | -           | -           | -           | -           | -        | -        | -                | -                | 0      | 0      | 0      | 0      | 0      | 0      | 0      | 0      | 0      |        |        |        |        |        |        |        |        |        |        |        |        |        |
| Sezon 2022/2023 |                   |             |             |             |             |             |             |             |             |             |             |             |             |             |             |             |          |          |                  |                  |        |        |        |        |        |        |        |        |        |        |        |        |        |        |        |        |        |        |        |        |        |        |
| Ruka | Ruka              | Ruka        | Rena        | Rena        | Rena        | Oberstdorf  | Oberstdorf  | Oberstdorf  | Eisenerz    | Eisenerz    | Lahti       | Lahti       | punkty      | punkty      | punkty      | punkty      | punkty   | punkty   | punkty           | punkty           | punkty | punkty | punkty | punkty | punkty | punkty | punkty | punkty | punkty | punkty | punkty | punkty | punkty | punkty | punkty | punkty | punkty | punkty | punkty | punkty | punkty | punkty |
| 41 | dq                | dns         | 46          | 46          | 43          | -           | -           | -           | 53          | dns         | -           | -           | 0           | 0           | 0           | 0           | 0        | 0        | 0                | 0                | 0      | 0      | 0      | 0      | 0      | 0      | 0      | 0      | 0      | 0      | 0      | 0      | 0      | 0      | 0      | 0      | 0      | 0      | 0      | 0      | 0      | 0      |
| Legenda |                   |             |             |             |             |             |             |             |             |             |             |             |             |             |             |             |          |          |                  |                  |        |        |        |        |        |        |        |        |        |        |        |        |        |        |        |        |        |        |        |        |        |        |
| 1 2 3 4-10 11-30 poniżej 30 dq – dyskwalifikacja - – zawodnik nie wystartował DNF – zawodnik nie ukończył biegu DNS – zawodnik nie wystartował do biegu |                   |             |             |             |             |             |             |             |             |             |             |             |             |             |             |             |          |          |                  |                  |        |        |        |        |        |        |        |        |        |        |        |        |        |        |        |        |        |        |        |        |        |        |

#### Letnie Grand Prix

##### Miejsca w klasyfikacji generalnej
- 2021: niesklasyfikowany

##### Miejsca w poszczególnych konkursach LGP
| 2021 |         |                |         |         |        |        |        |        |        |        |        |        |        |        |
| Oberhof | Oberhof | Oberwiesenthal | Villach | Villach | punkty | punkty | punkty | punkty | punkty | punkty | punkty | punkty | punkty | punkty |
| dns | dns     | -              | -       | -       | 0      | 0      | 0      | 0      | 0      | 0      | 0      | 0      | 0      | 0      |
| Legenda |         |                |         |         |        |        |        |        |        |        |        |        |        |        |
| 1 2 3 4-10 11-30 poniżej 30 dq – dyskwalifikacja - – zawodnik nie wystartował q – zawodnik nie zakwalifikował się DNF – zawodnik nie ukończył biegu DNS – zawodnik nie wystartował |         |                |         |         |        |        |        |        |        |        |        |        |        |        |